# Hyde Road
Hyde Road fue un estadio de fútbol situado en Gorton del Oeste, Mánchester, Inglaterra. El Manchester City y sus predecesores disputaron sus partidos como locales en este complejo desde su construcción en 1887 hasta 1923, cuando el club se trasladó a Maine Road. Su nombre proviene de la Ruta A-57 que comienza en el extremo sur de Ardwick Green South, Ardwick, y finaliza en Hyde. Tras traspasar el límite entre Gorton y Audenshaw, la carretera es conocida como Manchester Road.
Antes de ser empleado como un campo de fútbol, el área era un conjunto de tierras baldías. En los primeros años de existencia, las instalaciones eran muy rudimentarias. La primera grada se construyó en 1888, pero el estadio no tuvo vestuarios hasta ocho años más tarde; los jugadores, por lo tanto, tenían que cambiarse en un bar cercano, el Hyde Road Hotel. En 1904, el estadio tenía ya capacidad para albergar a 40 000 espectadores y el año siguiente acogió una semifinal de la FA Cup entre el Newcastle United y The Wednesday.
La disposición de las gradas y las terrazas era irregular a causa de las limitaciones de espacio y, en 1920, el estadio sobrepasó los límites del estrecho terreno. El club consideró la posibilidad de buscar una sede alternativa, pero el incendio de la grada principal en noviembre de 1920 apresuró la toma de la decisión. El Manchester City se trasladó a Maine Road, con capacidad para 80 000 aficionados, en 1923 y Hyde Road fue demolido poco después. Una parte del estadio sigue aún en uso, ya que una sección del tejado fue vendida para su uso en The Shay, un estadio localizado en la ciudad de Halifax.

## Diseño y estructura
Se conservan pocas fotografías ciertas partes del campo; sin embargo, un mapa fechado en 1894 indica que la mayor parte de la terraza no era plana y que una sección de la línea ferroviaria que llevaba a las caldererías colindantes se desplegaba entre la terraza y una de las esquinas del campo. La grada principal estaba situada al norte. Construida en 1889 por 1500 libras, esta estructura reemplazaba la original, erigida un año antes y capaz de albergar a mil personas. La mayor parte de las fuentes contemporáneas elevaban la capacidad a las 4000 personas, aunque no queda claro si se refieren al número de asientos o a la capacidad total. Las llamas engulleron la grada de madera de 1920; con el incendio, además, se perdieron los registros del club allí almacenados.

## Hyde Road Hotel
El Hyde Road Hotel se encontraba al lado del estadio. Se trataba de un bar en el que los jugadores se cambiaban antes de los partidos que disputaban en Hyde Road. Además, actuó de sede en muchos de los eventos más importantes de la historia del club, tales como la primera reunión de los miembros del Adwich A. F. C. en agosto de 1887 y la decisión tomada en 1894 de crear el Manchester City F. C. y registrarlo como una compañía. A lo largo de este período, los dueños del Hyde Road Hotel, Chesters Brewery, tuvieron un gran influencia en las decisiones relacionadas con el club de fútbol. Los jugadores del Adwick fueron incluso apodados como «The Brewerymen» —los cerveceros—.
Durante la década de 1980, el Hyde Road Hotel estuvo en las manos de George Heslop, un antiguo jugador del Manchester City, que lo renombró como «The City Gates» —las puertas de la ciudad—. El negocio, sin embargo, fracasó y cerró en 1989. El edificio quedó vació durante más de diez años. Los aficionados del Manchester City trataron de evitar que el edificio fuera demolido, pero no lo consiguieron. En mayo de 2001, se procedió a destruirlo. Se conservaron dos piedras angulares del Hyde Road Hotel que, en la actualidad, se encuentran en el jardín conmemorativo del Estadio Ciudad de Mánchester.

### Citas
1. ↑  James, 1997, p. 17.
2. ↑  James, 1997, p. 355.
3. ↑  James, 1997, pp. 18-19.
4. ↑  James, 1997, p. 24.